# Rivoluzione Argentina
La rivoluzione argentina (Revolución Argentina in spagnolo) è il nome autoconferitosi alla dittatura civile-militare che rovesciò il presidente costituzionale Arturo Illia con un colpo di Stato il 28 giugno 1966. Questo regime, al contrario degli altri sorti da un golpe non si presentò come "provvisorio", ma cercò di affermarsi come un nuovo ordine politico e sociale, opposto sia alla democrazia liberale sia al comunismo, che avrebbe conferito alle forze armate argentine un ruolo politico ed economico di primo piano.
L'alto livello di agitazione politica e sociale generato da questa dittatura ebbe come effetti la fuga di molti intellettuali, moti insurrezionali, l'emergere di organizzazioni guerrigliere e lotte intestine alle stesse forze armate che portarono a due colpi di Stato ed alla successione al potere di tre dittatori militari: Juan Carlos Onganía (1966-1970), Roberto Marcelo Levingston (1970-1971) e Alejandro Agustín Lanusse (1971-1973).
Con i partiti politici sciolti e perseguiti dall'emergere di guerriglie ed insurrezioni di massa, tra cui il Cordobazo ed il Rosariazo, nel 1973 la dittatura organizzò un'elezione con la partecipazione del peronismo (pur impedendo la candidatura di Juan Domingo Perón) in cui vinse con il 49,53% dei voti il candidato peronista Héctor J. Cámpora, che in seguito si dimise per consentire nuove elezioni libere in cui Perón trionfò con il 62% delle preferenze.
Ad Onganía succedettero due presidenti di nomina militare che perseguirono l'attuazione di politiche economiche liberali, sostenute dalle imprese multinazionali, dalle federazioni dei datori di lavoro, da una parte del movimento operaio più o meno corrotto e dalla stampa.

## Il governo di Onganía
Fin dai primi giorni della dittatura Onganía attuò un rigido controllo sociale mediante la repressione poliziesca, la censura e la proscrizione dei partiti politici. Il nuovo ministro dell'Economia, Adalbert Krieger Vasena, cercò di ridurre la spesa pubblica e razionalizzae il ruolo dello Stato nell'economia nazionale, chiudendo imprese statali e ferrovie. Il governo decretò poi il blocco dei salari e una svalutazione del 40%, che indebolirono l'economia - in particolare il settore agricolo - e favorirono il capitale straniero. Vasena sospese inoltre i contratti collettivi di lavoro, riformò la "legge sugli idrocarburi" che aveva stabilito un parziale monopolio dell'azienda statale Yacimientos Petrolíferos Fiscales (YPF) e approvò una legge che facilitava lo sfratto degli inquilini per il mancato pagamento dell'affitto domestico. Infine, fu sospeso il diritto di sciopero (legge 16.936) e furono approvate diverse altre leggi che abolirono la precedente legislazione progressista sul lavoro (riduzione dell'età pensionabile, ecc.).
Onganía era riuscito a conquistare il potere grazie anche all'appoggio di alcuni importanti dirigenti del mondo sindacale argentino che nella seconda metà degli anni sessanta si presentava profondamente diviso e contrapposto. La CGT, la principale centrale sindacale del paese, nel 1968 infine si era scissa in due. Da un lato vi era la CGT-Azopardo, legata all'ortodossia sindacale peronista ed il cui il segretario generale Augusto Vandor sosteneva una linea di "peronismo senza Perón" e la necessità di un negoziato con la giunta, insieme ai "partecipativisti" guidati da José Alonso. Dall'altro vi era la CGT de los Argentinos, guidata da Raimundo Ongaro, totalmente opposta ad ogni confronto e dialogo con il regime. Lo stesso Perón, dal suo esilio nella Spagna franchista, mantenne una linea cauta e ambigua di opposizione al regime, rifiutando sia l'appoggio che il confronto aperto.

### Politiche culturali ed educative
In un'epoca di grandi cambiamenti sociali e culturali come la seconda metà degli anni sessanta, Onganía pose l'attenzione della sua azione politica anche in ambito educativo e culturale. Un mese dopo la presa del potere la dittatura infatti pose fine all'autonomia universitaria, ottenuta con la riforma del 1918. In risposta alle misure governative scoppiarono all'interno dell'Università di Buenos Aires una serie di proteste che videro la partecipazione di studenti e professori. La dittatura allora diede il via ad un'operazione di repressione culminata con la Noche de los Bastones Largos ("La notte dei lunghi manganelli") del luglio 1966 durante la quale la polizia irruppe in cinque facoltà dell'UBA picchiando e arrestando 400 tra studenti e professori che si trovavano all'interno. La repressione nel mondo accademico portò all'esilio di 301 professori universitari, tra cui Manuel Sadosky, Tulio Halperín Donghi, Sergio Bagú e Risieri Frondizi.
In un'ottica di reazione tradizionalista e conservatrice ai cambiamenti degli anni sessanta Onganía ordinò anche la repressione di ogni forma di "immoralismo". Vennero così proibite le minigonne, i capelli lunghi ai giovani e tutti i movimenti artistici d'avanguardia.

## Cambio di direzione delle Forze Armate
Verso la fine di maggio 1968, il generale Julio Alsogaray si dissociò da Onganía mentre contemporaneamente si diffusero voci su un possibile colpo di Stato guidato dallo stesso Algosaray. Alla fine del mese Onganía destituì i vertici delle Forze Armate: Alejandro Lanusse rimpiazzò Alsogaray, Pedro Gnavi Benigno Varela e Jorge Martínez Zuviría sostituì Adolfo Alvarez.

## Aumento delle proteste
A fine maggio 1969 a Córdoba, uno sciopero guidato dal locale dirigente della CGT de los Argentinos Agustín Tosco si trasformò ben presto in una grande rivolta popolare, contro le politiche economiche della dittatura. La sommossa, passata alla storia come il Cordobazo, verrà duramente repressa dalle forze dell'ordine dopo tre giorni di guerriglia urbana. Tra i manifestanti si contarono 14 morti ed oltre 2000 arresti. I tumulti di Córdoba scatenarono altre proteste popolari a Tucumán, Santa Fe e Rosario (Rosariazo). Nonostante fosse riuscito a sopprimere in un qualche modo il Cordobazo e ad incarcerare i principali dirigenti dell'opposizione Onganía ne uscì fortemente indebolito, specialmente agli occhi dei settori più intransigenti delle forze armate, sempre più insoddisfatti dell'operato del dittatore. Dal canto suo Perón riuscì invece sia a riconciliarsi con Vandor, sia a continuare, attraverso in particolare la voce del suo delegato Jorge Paladino, una linea di cauta opposizione alla giunta, criticando con moderazione le politiche neoliberali della dittatura con l'obbiettivo far crescere il malcontento all'interno del governo. Poco dopo Onganía si riunì con una quarantina di dirigenti della CGT, tra cui Vandor, ottenendo un accordo di partecipazione del sindacato, che si andavano così a sommare ai "partecipativisti", con la dittatura.
In risposta alla violenta repressione militare delle proteste popolari e sulla scia dei movimenti di protesta che erano nati in varie parti del mondo, anche in Argentina iniziarono a sorgere così vari gruppi di lotta armata riconducibili a diversi partiti politici. Tra questi i più importanti erano l'ERP, i peronisti cattolici nazionalisti Montoneros e le Fuerzas Armadas Revolucionarias (FAR).
Il 19 settembre 1968, due eventi importanti colpirono il peronismo rivoluzionario. John William Cooke, ex delegato personale di Perón, ideologo della sinistra peronista ed amico di Fidel Castro, morì per cause naturali. Lo stesso giorno fu catturato un gruppo di 13 uomini ed una donna che miravano a stabilire un foco nella provincia di Tucumán, per dirigere la resistenza contro la giunta militare; tra loro c'era Envar El Kadre, allora leader della Gioventù Peronista.
Nel dicembre 1969, più di 20 sacerdoti, membri del Movimento dei Sacerdoti per il Terzo Mondo (MSTM), marciarono sulla Casa Rosada per presentare a Onganía una petizione che lo pregava di abbandonare il piano di sradicamento delle villas miserias.
Nello stesso anno, l'MSTM rilasciò una dichiarazione di sostegno ai movimenti rivoluzionari socialisti, che indusse la gerarchia cattolica, per voce di Juan Carlos Aramburu, arcivescovo coadiutore di Buenos Aires, a proibire ai sacerdoti di fare dichiarazioni politiche o sociali.

## Il governo Levingston
Di fronte alle crescenti proteste popolari ed al sequestro ed all'omicidio dell'ex-dittatore Pedro Eugenio Aramburu da parte dei Montoneros, il generale Onganía fu costretto a dimettersi dalla presidenza nel giugno 1970. A sostituirlo fu nominato il generale Roberto M. Levingston che, lungi dall'indire libere elezioni, decise di rilanciare l'azione del governo civico-militare. Levingston era espressione del settore nazionalista delle forze armate ed era sostenuto dagli elementi militari più intransigenti. Come ministro dell'Economia nominò l'economista radicale Aldo Ferrer.
Una coalizione di partiti politici rilasciò allora la dichiarazione nota come La Hora del Pueblo dove venivano chieste ai militari elezioni libere e democratiche che avrebbero incluso il Partito Giustizialista. In seguito a queste pressioni ed allo scoppio della protesta del Viborazo a Córdoba, Levingston fu spodestato da un golpe interno alle forze armate guidato dal capo di stato maggiore ed uomo forte della dittatura, il generale Alejandro Agustín Lanusse.

## Governo di Lanusse (1971-73)
In seguito alla caduta di Levingston, Lanusse fu nominato presidente "de facto" nel marzo 1971. Nonostante l'avvio della costruzione di infrastrutture (strade, ponti, ecc.) necessarie per lo sviluppo del Paese, il suo governo non rispose alle richieste popolari in materia di politiche sociali ed economiche, riscuotendo così la medesima impopolarità dei suoi due predecessori.
Lanusse cercò di rispondere alla dichiarazione della Hora del Pueblo convocando le elezioni ma escludendo da esse i peronisti nell'ambito del cosiddetto Gran Acuerdo Nacional (Grande Accordo Nazionale). Per supervisionare le elezioni, nominò ministro degli Interni il radicale Arturo Mor Roig, che godeva dell'appoggio della coalizione di partiti Hora del Pueblo.

### L'intensificarsi della lotta armata
Sotto la presidenza de facto di Lanusse la guerriglia prese definitivamente piede in tutto il paese con attacchi contro installazioni militari, omicidi, ferimenti e sequestri. Nel marzo 1972 fu sequestrato dall'ERP il direttore generale della Fiat Concord Oberdan Sallustro. Verrà ucciso il mese successivo.
Nell'agosto 1972, un tentativo di evasione da parte di alcuni guerriglieri dal carcere di Rawson, terminò in un massacro. Nonostante alcuni degli evasi, tra cui Fernando Vaca Narvaja, Roberto Quieto, Enrique Gorriarán Merlo e Domingo Menna, fossero riusciti effettivamente a fuggire in Cile, altri diciannove prigionieri vennero ricatturati. Sedici di loro, membri dei Montoneros, delle FAR e dell'ERP, vennero uccisi a Trelew, mentre tre riuscirono a sopravvivere. Nella stessa notte del 22 agosto 1972, la giunta approvò la legge 19.797, che proibiva qualsiasi informazione sulle organizzazioni guerrigliere. Il massacro portò a manifestazioni in varie città.

## La fine della Rivoluzione Argentina
Infine, Lanusse revocò la proscrizione del Partito Giustizialista, anche se la mantenne nei confronti di Perón aumentando il numero di anni di residenza richiesti ai candidati alle presidenziali, escludendo così di fatto Perón dalle elezioni poiché era in esilio dalla Rivoluzione Liberatrice del 1955.
Perón decise quindi di nominare come candidato il suo segretario personale Héctor José Cámpora, peronista di sinistra, in rappresentanza della coalizione elettorale FreJuLi (Frente Justicialista de Liberación), composta dal Partito Giustizialista e da partiti minori alleati. Lo slogan elettorale del FreJuLi era "Cámpora al governo, Perón al potere" (Cámpora al Gobierno, Perón al poder).